# Craig Young (Cricketspieler)
Craig Alexander Young (* 4. April 1990 in Derry, Vereinigtes Königreich) ist ein irischer Cricketspieler, der seit 2013 für die irische Nationalmannschaft spielt.

## Kindheit und Ausbildung
Young spielte in der NW-League in Nordirland für Bready. Bei den U10-Europameisterschaften konnte er herausragen und erregte so Aufmerksamkeit. 
Er war Teil der irischen Vertretung beim ICC U19-Cricket-Weltmeisterschaft 2010.

## Aktive Karriere
Nach guten Leistungen im irischen U19-Team wurde er von Sussex unter Vertrag genommen. Er fand schnell einen Platz im Umfeld der Nationalmannschaft und bestritt mit ihr First-Class- und List-A-Spiele. Jedoch hielten ihn Hüft- und Rückenverletzungen zunächst zurück. Nachdem er seinen Vertrag bei Sussex verloren hatte, erhielt er einen vom irischen Verband. So war er im Kader für den ICC World Twenty20 2014, erhielt jedoch keinen Einsatz. Sein ODI-Debüt in der Nationalmannschaft gab er in der Serie gegen Schottland im September 2014. Dabei erzielte er in seinem ersten Spiel 5 Wickets für 46 Runs und in seinem zweiten 3 Wickets für 39 Runs. Mit dieser Leistung konnte er sich schnell im Team etablieren. Bei einem Drei-Nationen-Turnier in den Vereinigten Arabischen Emiraten gelangen ihm im Januar 2015 jeweils drei Wickets gegen Schottland (3/27) und Afghanistan (3/45). Er sicherte sich einen Platz im Kader für den Cricket World Cup 2015, spielte dabei jedoch kein Spiel. Im Juni gab er sein Twenty20-Debüt gegen Schottland.
Beim ICC World Twenty20 2016 absolvierte er nur ein Spiel. Im Mai zog er sich eine Ellenbogenverletzung zu und musste einige Zeit aussetzen. Beim ODI in Südafrika im September 2016 erreichte er 3 Wickets für 81 Runs. Im März 2017 erreichte er in den ODIs in den Vereinigten Arabischen Emiraten 3 Wickets für 48 Runs. Jedoch kam dann zum Ende des Sommers seine Ellenbogen-Verletzung zurück und er musste abermals pausieren. Daraufhin kam er in den nächsten beiden Jahren kaum zum Einsatz. Im Sommer 2019 kam er zurück ins Team. Beim ICC Men’s T20 World Cup Qualifier 2019 gelangen ihm gegen Nigeria 4 Wickets für 13 Runs und er wurde als Spieler des Spiels ausgezeichnet. Im August 2020 erzielte er in der ODI-Serie in England 3 Wickets für 53 Runs. Im Januar folgten ebenfalls drei Wickets () gegen Afghanistan. In den Niederlanden folgten im Sommer 2021 jeweils ein Mal vier (4/18) und ein Mal drei (3/34) Wickets.
Beim ICC Men’s T20 World Cup 2021 spielte er zwei Spiele, konnte jedoch kein Wicket erreichen. Nach dem Turnier helangen ihm im Januar in der ODI-Serie in den West Indies in allen drei Spielen jeweils drei Wickets (3/56, 3/42, 3/43). Bei einem Vier-Nationen-Turnier im Oman konnte er kurz darauf 4 Wickets für 28 Runs erreichen. Darauf folgte der ICC Men’s T20 World Cup Global Qualifier Group A 2022 und ihm gelangen 3 Wickets für 16 Runs gegen Bahrain. In der Saison 2022/23 wurde er zunächst für den Kader beim ICC Men’s T20 World Cup 2022 nominiert, musste jedoch auf Grund Verletzungsbeschwerden kurz vorher ausgetauscht werden und wurde durch Graham Hume ersetzt.